# Anselmo Filippo Pecci
Anselmo Filippo Pecci, OSB (Tramutola, Itália, 24 de dezembro de 1868 — 14 de fevereiro de 1950 ) foi um prelado religioso italiano da Igreja Católica e arcebispo de Acerenza e Matera.

## Vida
Anselmo Filippo Pecci estudou em Marsico Nuovo e no seminário menor da Abadia de Cava de' Tirreni. Pecci foi ordenado sacerdote em 13 de setembro de 1891.
Após sua ordenação, Anselmo Filippo Pecci trabalhou como vigário paroquial em Tramutola. Mais tarde, tornou-se chanceler da abadia territorial de Cava de' Tirreni.
Em 1895, ingressou na Ordem de São Bento e fez seus votos em 11 de abril de 1896. Ele continuou seus estudos na Universidade de Nápoles Federico II até concluir em julho de 1899. Pecci tornou-se então professor de latim e grego no seminário menor da Abadia de Cava de' Tirreni, prefeito de estudos e confessor do noviciado.
Em 22 de junho de 1903, Papa Leão XIII o nomeou Bispo de Tricarico. O arcebispo de Benevento, Benedetto Bonazzi, O.S.B., o consagrou bispo em 28 de junho daquele ano na igreja abacial de Cava de'Tirreni; os co-consagradores foram o Arcebispo de Manfredonia, Pasquale Gagliardi, e o bispo de Sant'Angelo dei Lombardi-Bisaccia, Giulio Tommasi.
Em 18 de setembro de 1907, o Papa Pio X o nomeou Arcebispo de Acerenza-Matera. Em 10 de abril de 1945, o Papa Pio XII aceitou a renúncia de Anselmo Filippo Pecci e o nomeou Arcebispo Titular de Soterópolis.